# Anolis gemmosus
Anolis gemmosus este o specie de șopârle din genul Anolis, familia Polychrotidae, descrisă de O’shaughnessy 1875. A fost clasificată de IUCN ca specie cu risc scăzut. Conform Catalogue of Life specia Anolis gemmosus nu are subspecii cunoscute.